# Anthony Carlisle
Sir Anthony Carlisle (15. února 1768 Stillington – 2. listopadu 1840 Londýn) byl anglický chirurg. Roku 1800 spolu s Williamem Nicholsonem objevili elektrolýzu vody, která se průchodem elektrického proudu rozložila na vodík a kyslík.
Byl zvolen členem Royal Society roku 1804. Členství získal také v Fellowship of the Royal College of Surgeons.